# Михаил Ботевски
Михаил Христов Ботевски е български актьор.

## Биография
Михаил Ботевски е роден на 24 август 1945 г. в с. Пъдарско, област Пловдив.
Стъпва на сцената още като шестокласник. Има зад гърба си повече от 60 роли в театрални постановки и над 30 участия в киното.
След като завършва ВИТИЗ през 1974 г. в класа на проф. Надежда Сейкова, отива по разпределение в Ямболския театър. Година и половина гастролира в Младежкия театър в София.
От 1977 до 1994 г. е актьор в Драматичен театър „Н. О. Масалитинов“ в Пловдив.
От 1994 до 2010 г. е художествен ръководител на Театрално студио „Кукер“ към Общински детски комплекс в Пловдив.
От 2008 г. насам е асистент по актьорско майсторство в Пловдивския университет „Паисий Хилендарски“ в класа на доц. Виолета Гиндева.

## Театрални роли
ТВ театър
- „Последният танц“ (1982) (Лозан Стрелков)
- „Черната стрела“ (1974) (Йордан Добрев)

## Филмография
| Година     | Филми и сериали                           | Серии | Копродукции | Роля                                                               |
| ---------- | ----------------------------------------- | ----- | ----------- | ------------------------------------------------------------------ |
| 2004       | Капан                                     |       |             | барманът                                                           |
| 2002       | Прости нам (тв)                           |       |             | шофьорът                                                           |
| 1987       | Пет жени на фона на морето                |       |             | пощаджията                                                         |
| 1986       | Денят на владетелите                      | 2     |             | Чапа, боилът хулещ Свидна (в I-ва част)                            |
| 1984       | Издирва се... (тв)                        |       |             | Панчо Георгиев                                                     |
| 1983       | Съединението                              |       |             | капитан Райчо Николов                                              |
| 1982       | Среща на силите                           |       |             | Хасан ага                                                          |
| 1981       | Руският консул (тв сериал)                | 2     |             | Сава Филаретов                                                     |
| 1980       | Уони                                      |       |             | шофьорчето                                                         |
| 1979       | Фильо и Макензен (тв сериал)              | 7     |             |                                                                    |
| 1978       | Всеки ден, всяка нощ                      |       |             | лейтенант Христов                                                  |
| 1977       | Петимата от РМС (тв сериал)               | 5     |             | Адалберт Антонов - Малчика/ бате Любчо (в 5 серии: от I до V вкл.) |
| 1975       | Силна вода                                |       |             | инженерът                                                          |
| 1973       | Нона                                      |       |             | келнерчето                                                         |
| 1973       | Късметът                                  |       |             | партизанин                                                         |
| 1973       | Такава смърт няма (тв)                    |       |             | селянинът Христо                                                   |
| 1972       | Момчето си отива                          |       |             | Минков                                                             |
| 1969, 1971 | На всеки километър (тв сериал)            | 26    |             | поручик, сътрудникът на Мишев                                      |
| 1968       | Шведските крале                           |       |             | Мишо (Мишката)                                                     |
| 1965-1974  | Произшествие на сляпата улица (тв сериал) | 6     |             | крадецът от трамвая (в VI серия: „Сълзите на черепа“ (1974)        |